# 아머드 코어: 프로젝트 판타즈마
《아머드 코어: 프로젝트 판타즈마》는 프롬소프트웨어가 제작한 메카 3인칭 슈팅 게임이다. 《아머드 코어》 시리즈의 두 번째 작품으로 전작처럼 플레이스테이션 플랫폼으로 개발돼 일본서 1997년 12월 4일 처음 발매됐다.
《프로젝트 판타즈마》의 이야기는 전작 《아머드 코어》의 2년 전 시간대를 다루며, 주인공이 미지의 기관 둠스데이가 개발하는 '프로젝트 판타즈마'에 대해 조사하는 과정에서 발생한 사건을 다뤘다. 주요인물로 주인공을 돕는 탈옥수 스미카와 주인공에게 대적하는 적수 스팅어가 있다.
메카전투와 진행방식을 포함한 게임플레이는 전작과 대체적으로 동일하나, 《프로젝트 판타즈마》에서 추가된 새로운 장비 및 무기들이 존재한다. 전작의 세이브 파일을 불러올 경우 해당 게임에서 사용한 메카 및 부품들을 사용할 수 있다. 메카들끼리 겨루는 '아레나' 모드가 추가됐다.
1999년 '아레나' 모드에 집중한 후속작 《아머드 코어: 마스터 오브 아레나》가 출시됐다.

## 반응
《아머드 코어: 프로젝트 판타즈마》는 리뷰 애그리게이터 웹사이트 게임랭킹즈에서 74%를 기록해 대체적으로 긍정적인 평가를 받았다.

## 참조

### 내용주
1. ↑  영어: Armored Core: Project Phantasma, 일본어: アーマード・コア プロジェクトファンタズマ